# Пикардия
Пика́рди́я (фр. и пикард. Picardie) — историческая область и бывший регион на севере Франции. С начала 2016 года регион стал частью нового региона Нор — Па-де-Кале — Пикардия, объединившись с Нор — Па-де-Кале. С 30 сентября 2016 года Нор — Па-де-Кале — Пикардия получил название О-де-Франс (Верхняя Франция).

## География
Площадь территории бывшего региона: 19 399 км². Пикардия частично лежит на возвышенности Артуа, которая постепенно переходит в равнину. Через Пикардию протекают реки Эна, Уаза и Сомма.

## История
В Средние века Пикардия распадалась на графства Вермандуа, Валуа и Амьеннуа. Области вокруг Суассона и Лана жили самостоятельной политической жизнью. Впервые название «Пикардия» зафиксировано в документах XIII века. Так называли область распространения особого пикардского наречия. Обладание Пикардией у французской короны оспаривали англичане и герцоги Бургундские. Через Пикардию проходили пути почти всех завоевателей, которые стремились овладеть Парижем. В ходе Первой мировой войны многие старинные города Пикардии, включая Перонн и Сен-Кантен, были полностью разрушены.
Пикардия — родина готической архитектуры, здесь сохранилось шесть выдающихся средневековых соборов, самый большой из которых — в Амьене.

## Административное деление
Регион включал департаменты Эна, Уаза и Сомма.